# Parautogneta silvatica
Parautogneta silvatica är en kvalsterart som beskrevs av Golosova 1974. Parautogneta silvatica ingår i släktet Parautogneta och familjen Autognetidae. Inga underarter finns listade i Catalogue of Life.